# 5526 Kenzo
5526 Kenzo (1991 UP1) là một tiểu hành tinh vành đai chính được phát hiện ngày 18 tháng 10 năm 1991 bởi T. Urata ở Oohira.